# Вікіпедія мовою ілоко
Вікіпедія мовою ілоко (ілоко Wikipedia) — розділ Вікіпедії мовою ілоко. Створена у 2005 році. Вікіпедія мовою ілоко станом на 26 березня 2025 року містить 15 396 статей, 18 607 зареєстрованих користувачів, 27 активних дописувачів, 2 адміністраторів
. Загальна кількість сторінок у Вікіпедії мовою ілоко — 70 431, редагувань — 402 882, мультимедійні файли відсутні
. Глибина (рівень розвитку мовного розділу) Вікіпедії мовою ілоко середня і становить 73.1 пунктів
. 

## Історія
- Жовтень 2005 — створена 100-та стаття[3].
- Травень 2006 — створена 1 000-на стаття[3].
- Квітень 2012 — створена 5 000-на стаття[4].